# إف. أ. مان
إف. أ. مان (بالألمانية: Frederick Alexander Mann)‏ هو أستاذ جامعي وكاتب ألماني، ولد في 11 أغسطس 1907 في فرانكنتال في ألمانيا، وتوفي في 16 سبتمبر 1991 في لندن في المملكة المتحدة.